# Torre dei Foresi

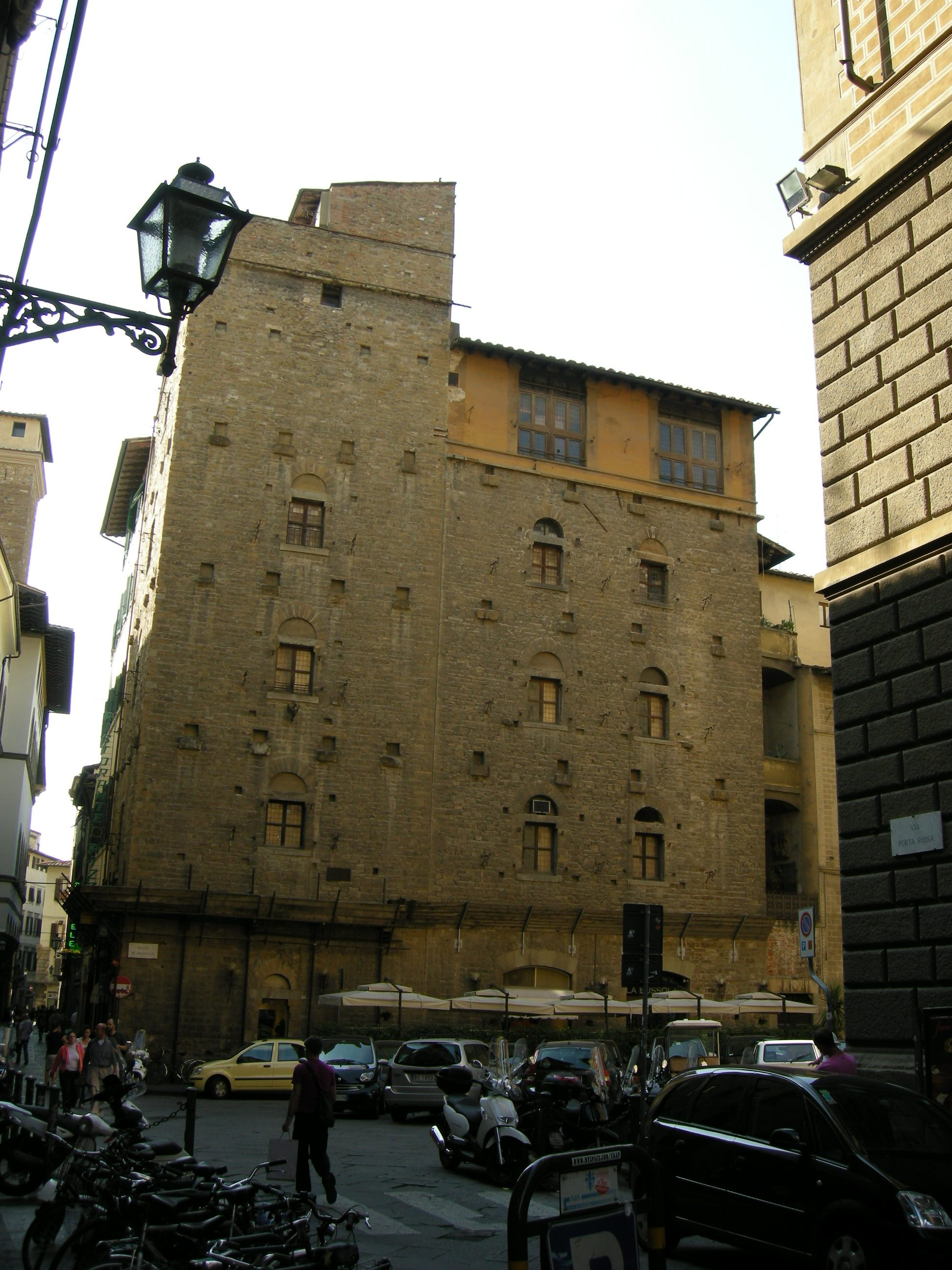
Fachada da Torre dei Foresi.

A Torre dei Foresi é uma antiga torre apalaçada de Florença, que se encontra na esquina da Via Porta Rossa com a Piazza dei Davanzati.
A torre ergue-se frente ao Palazzo Davanzati e, durante o século XIX, foi tornada mais visível através da demolição de algumas casas para a criação da moderna praça.

## História e arquitectura
A família Foresi, originária de Campi Bisenzio, teve o seu momento de maior esplendor entre o século XIII e o século XIV, antes de se extinguir no século XVI. Ligados à parte guelfa, tiveram o patronato da Igreja de Sant'Andrea a Brozzi.
As suas casas ocupavam uma área bastante vasta, que chegava até à Piazza Santa Trinita e à Via Monalda.
A Torre dei Foresi pertencia originalmente aos Monaldi, os quais, por legado testamentário, a passaram aos Foresi. Foi parcialmente destruida pelos gibelinos depois da Batalha de Montaperti. Posteriormente, no século XV, foi cedida em primeiro lugar à família Della Palla e depois aos Pandolfini.
Actualmente está entre as torres mais bem conservadas da Florença medieval e eleva-se em esquina, com a sua mole de base quadrangular e o típico filaretto de pedra como revestimento. São cinco as filas de buracos para barrotes que também marcam os andares (vestígios de galerias de madeira que corriam em torno da alvenaria), enquanto se abrem só três janelas por lado, do primeiro ao terceiro andar, provavelmente alargadas em época posterior à construção. No piso térreo resta uma porta alta e estreita com arquitrave monolítica encimada por um arco de volta perfeita. Vestígios de janelas tapadas são visíveis na Piazza Davanzati.
No flanco direito da torre nota-se uma casa mais baixa mas com o mesmo tipo de decoração exterior, ao ponto de fazer pensar que forma um edifício único com a torre. Esta casa é um pouco mais recente em relação à torre e não se apoia na mesma devido a uma pequena cavidade, um expediente usado para poder salvar a casa em caso de eventual destruição da torre.
Deste modo, a torre formava com o edifício contíguo uma espécie de "palagio", ou seja, aquela forma de residência apalaçada intermédia entre as casas-torres e os verdadeiros palácios. Entre os "confortos" da época destacam-se um poço privado e as amplas caves para vários produtos.